# Regensburger Frieden
Der Regensburger Frieden war ein auf zehn Jahre befristetes Friedensabkommen zwischen der Stadt Zürich und Herzog Albrecht II. von Österreich, das am 23. und 25. Juli 1355 in Regensburg geschlossen wurde. Das von Kaiser Karl IV. vermittelte Abkommen beendete den Krieg zwischen den eidgenössischen Orten und dem Herzog, den der wenig erfolgreiche Brandenburger Frieden von 1352 nicht verhindert hatte.
Der Regensburger Frieden übernahm die Bestimmungen des Brandenburger Friedens weitgehend. Zusätzlich verpflichtete sich die Stadt Zürich als Friedensgarantin, nötigenfalls mit Waffengewalt dafür zu sorgen, dass die am Vertrag nicht direkt beteiligten Innerschweizer Orte ihre Kriegseroberungen zurückgaben und die legitimen österreichischen Herrschaftsrechte im Raum Innerschweiz anerkannten. 
1365 weigerte sich Zürich, das sich nach dem Tod Rudolf Bruns 1360 von Österreich wieder abgewandt hatte, trotz wiederholter Mahnungen Herzog Albrechts III., das Abkommen gemäss seiner Bestimmung ein erstes Mal zu erneuern.